# Wasis Diop
Pour les articles homonymes, voir Diop.
Wasis Diop est un musicien, chanteur, compositeur et réalisateur sénégalais, né vers 1950 à Dakar.
Il a composé des bandes originales de films (tout ou partie), dont deux pour des réalisations de son frère, le cinéaste Djibril Diop Mambéty (Hyènes et La Petite Vendeuse de soleil), et plusieurs pour Mahamat-Saleh Haroun.

## Biographie
Fils d'un haut dignitaire issu de l'ethnie des Lébous, Wasis Diop passe son enfance au milieu d'une famille nombreuse dans le quartier de Colobane.

Vers 1974, il rencontre un autre musicien sénégalais originaire de Guinée-Bissau, Umbañ U Kset. Ils jouent d'abord en duo et, à une époque où on ne parle pas encore de world music, ils créent une véritable formation, portant le nom de West African Cosmos et considérée comme le premier groupe de rock africain :
« Nous étions alors la seule formation composée essentiellement d'Africains qui faisait quelque chose d'un peu différent par rapport à ce que l'on entend d'habitude chez les musiciens venus d'Afrique, se souvient Wasis Diop. Jimi Hendrix venait de mourir et nous étions tous un peu orphelins. Il fallait absolument retrouver autre chose, car personne ne pouvait imaginer que le rock allait survivre à ce fantastique guitariste. Après un album enregistré sur CBS, nous avons tourné avec des groupes phares de l'époque, comme Soft Machine. »
Depuis les années 1970, Diop vit en France, où il travaille avec une grande variété d'artistes aux origines très diverses, notamment le saxophoniste avant-gardiste japonais Yasuaki Shimizu, le producteur jamaïcain de dub légendaire Lee Scratch Perry, et la chanteuse et actrice tunisienne Amina Annabi – connue sous le nom d'Amina. Pour elle, il coproduit deux albums et compose Le Dernier qui a parlé…, le titre avec lequel elle représente la France au Concours Eurovision de la chanson en 1991.
Atypique, il étonne en mélangeant cornemuse et kora – un instrument à cordes mandingue –, guitare électrique et voix traditionnelles du Sénégal dans son album No Sant.
Diop a également produit un certain nombre de bandes originales de film, et sa chanson Everything... Is Never Quite Enough revenait très souvent dans le film L'Affaire Thomas Crown, sorti en 1999. Véritable explorateur musical, Diop mélange traditions africaines avec tout ce qui touche à la musique celte et arabe, en passant par la pop sophistiquée et les supports électroniques.
Familier des milieux du cinéma, il interprète aussi quelques rôles, comme dans Les Princes noirs de Saint-Germain des Prés (1975), Le Onzième commandement (1998) ou Fleurs de sang (2002). Sa fille Mati Diop s'inscrit dans la tradition familiale en développant un cinéma nourri de création contemporaine et thèmes africains.
Il réalise également des documentaires, dont 17 rue Jules Ferry (2018) en hommage à Joe Ouakam. En 2010, il avait déjà organisé à Dakar une exposition de l'artiste, La Cour de Joe Ouakam.

## Filmographie

### Compositeur
- 1986 : N'tturudu d'Umbañ U Kset
- 1992 : Hyènes de Djibril Diop Mambety
- 1992 : Samba Traoré d'Idrissa Ouedraogo
- 1992 : Yalla yaana de Moussa Sène Absa
- 1998 : TGV de Moussa Touré
- 1998 : Tourbillon de S. Pierre Yameogo
- 1999 : La Petite Vendeuse de soleil de Djibril Diop Mambety
- 2001 : Les Couilles de l'éléphant
- 2002 : L'Amour interdit (téléfilm) de Jacques Malaterre
- 2002 : Le Prix du pardon de Mansour Sora Wade
- 2004 : Un amour d'enfant de Ben Diogaye Bèye
- 2005 : Delwende, lève-toi et marche de S. Pierre Yameogo
- 2005 : Le Sifflet (court métrage) d'As Thiam
- 2006 : Daratt de Mahamat-Saleh Haroun
- 2010 : Un homme qui crie de Mahamat-Saleh Haroun
- 2011 : Indochine, sur les traces d'une mère (documentaire) d'Idrissou Mora Kpai
- 2011 : Yoole (documentaire) de Moussa Sène Absa
- 2013 : Grigris de Mahamat-Saleh Haroun
- 2014 : Une simple parole de Khady Sylla et Mariama Sylla
- 2015 : Cellule 512 de Missa Hébié
- 2017 : Une saison en France de Mahamat Saleh Haroun
- 2017 : Adieu à l'Afrique (documentaire) de Pierre-Alain Meier
- 2021 : Lingui, les liens sacrés de Mahamat-Saleh Haroun

### Réalisateur
- 2010 : Bintou Wéré, les échelles de l'espoir (documentaire)
- 2012 : Joe Ouakam (court métrage documentaire)
- 2018 : 17 rue Jules Ferry (documentaire sur Joe Ouakam)
- 2018 : Une Afrique fantome (documentaire)

## Discographie

### Albums
- 1995	: No Sant
- 1998 : Toxu
- 2003 : Everything Is Never Quite Enough
- 2008 : Judu bék
- 2014 : Sequences
- 2021 : De la glace dans la gazelle

### Album de musiques de film
- 1992 : Hyènes

### Single
- 1996 : African Dream (feat. Lena Fiagbe)